# Sonora mutabilis
Espèce
Synonymes
- Sonora michoacanensis mutabilis Stickel, 1943
- Sonora aequalis Smith & Taylor, 1945

Statut de conservation UICN

 LC  : Préoccupation mineure
Sonora mutabilis  est une espèce de serpents de la famille des Colubridae.

## Répartition
Cette espèce est endémique du Mexique. Elle se rencontre dans les États d'Aguascalientes, du Sinaloa, du Nayarit, du Jalisco et de Zacatecas.

## Description
C'est un serpent ovipare.

## Publication originale
- Stickel, 1943 : The Mexican snakes of the genera Sonora and Chionactis with notes on the status of other colubrid genera. Proceedings of the Biological Society of Washington, vol. 56, p. 109-128 (texte intégral).